# Straße von Georgia
Die Straße von Georgia (englisch Strait of Georgia; deutsch auch Georgiastraße, seltener Golf von Georgia) ist eine rund 240 Kilometer lange und 25 bis 30 Kilometer breite Wasserstraße des Pazifischen Ozeans im südwestlichen Teil British Columbias, die Vancouver Island vom kanadischen Festland trennt. Die Meerenge ist Teil der Salish Sea. Die Ufer werden von inselreichen Fjorden (Inlets) geformt.
Am südlichen Ende weitet sich die Straße zu einer Bucht mit vielen kleinen Inseln und geht in südlicher Richtung in den Puget Sound über, während in westlicher Richtung über die Juan-de-Fuca-Straße der Ausgang zum Pazifik erfolgt. Unter 49° nördl. Breite mündet der Fraser River. Nach Norden hin führt die Königin-Charlotte-Straße in das offene Meer.
Die wichtigste Hafenstadt an der Meerenge ist Vancouver, B. C. Die Straße von Georgia muss von allen Schiffen durchquert werden, die nach Vancouver fahren.
In der Straße von Georgia liegen die Gulf Islands. Zu ihnen zählen unter anderem Galiano Island und Gabriola Island. Der Schifffahrtsweg gehört zu den am stärksten frequentierten an der nordamerikanischen Westküste.
Die Meerenge erhielt ihren Namen durch den britischen Kapitän George Vancouver, der die Region Ende des 18. Jahrhunderts erforschte und vermaß. Er benannte die Straße dabei nach Georg III., dem britischen König. Kapitän Vancouver und seine Offiziere der HMS Discovery benannten den Wasserweg am 4. Juli 1792, dem Geburtstag des Königs, ursprünglich Gulph of Georgia. Erst der britische Kapitän und Kartograph George Richards änderte im Jahr 1852 den Namen von Gulph of Georgia in Strait of Georgia. Bevor die Meerenge durch George Vancouver bereist und benannt wurde, war sie bereits im Jahr 1790 durch eine spanische Expedition unter José María Narváez und Francisco de Eliza erkundet worden. Diese benannten die Straße Gran Canal de Nuestra Señora del Rosario la Marinera (Kanal unserer Rosenkranzdame).